# Мардарівська сільська рада
Марда́рівська сільська́ ра́да — колишня адміністративно-територіальна одиниця та орган місцевого самоврядування в Котовському районі Одеської області. Адміністративний центр — село Мардарівка.

## Загальні відомості
- Територія ради: 54,88 км²
- Населення ради: 1 457 осіб (станом на 2001 рік)

## Населені пункти
Сільській раді підпорядковані населені пункти:
- с. Мардарівка
- с. Перешори
- с. Топик

## Населення
Згідно з переписом 1989 року населення сільської ради, яка тоді входила до складу сусіднього Ананьївського району, становило 1766 осіб, з яких 776 чоловіків та 990 жінок.
За переписом населення України 2001 року в сільській раді мешкали 1453 особи.

### Мова
Розподіл населення за рідною мовою за даними перепису 2001 року:
| Мова       | Відсоток |
| ---------- | -------- |
| українська | 92,79 %  |
| молдовська | 5,01 %   |
| російська  | 1,72 %   |
| болгарська | 0,27 %   |
| білоруська | 0,07 %   |

## Склад ради
Рада складалася з 16 депутатів та голови.
- Голова ради:
- Секретар ради: Матвієнко Любов Володимирівна

### Керівний склад попередніх скликань
| Прізвище, ім'я, по батькові | Основні відомості                                    | Дата обрання | Дата звільнення |
| --------------------------- | ---------------------------------------------------- | ------------ | --------------- |
| Одажій Дмитро Іванович      | Сільський голова, 1949 року народження, безпартійний | 26.03.2006   | 31.10.2010      |

Примітка: таблиця складена за даними сайту Верховної Ради України

### Депутати
За результатами місцевих виборів 2010 року депутатами ради стали:

#### За суб'єктами висування
| Суб'єкт висування | Кількість обраних депутатів | %    |
| ----------------- | --------------------------- | ---- |
| Партія регіонів   | 15                          | 93,8 |
| Народна партія    | 1                           | 6,3  |

#### За округами
| № округу        | Прізвище, ім'я, по батькові        | Дата визнання обраним | Освіта  | Партійна приналежність | Відомості про обраного депутата                                                  |
| --------------- | ---------------------------------- | --------------------- | ------- | ---------------------- | -------------------------------------------------------------------------------- |
| Народна Партія  |                                    |                       |         |                        |                                                                                  |
| 14              | Швець Віра Іванівна                | 05.11.2010            | вища    | член Народної партії   | Мардарівська загальноосвітня школа І-ІІІ ст., вчитель                            |
| Партія регіонів |                                    |                       |         |                        |                                                                                  |
| 1               | Андріященко Володимир Анатолійович | 05.11.2010            | вища    | позапартійний          | ТОВ «Мардарівське хлібоприймальне підприємство», завідувач складу                |
| 2               | Бойко Лариса Олександрівна         | 05.11.2010            | вища    | позапартійна           | Мардарівська сільська рада, головний бухгалтер                                   |
| 3               | Матвієнко Любов Володимирівна      | 05.11.2010            | вища    | позапартійна           | Мардарівська сільська рада, секретар                                             |
| 4               | Горішок Сергій Іванович            | 05.11.2010            | середня | позапартійний          | центр електрозв'язку № 5 відкритого акціонерного товариства «Укртелеком», монтер |
| 5               | Резнюк Ольга Іванівна              | 05.11.2010            | вища    | член Партії регіонів   | Мардарівська медична амбулаторія, акушерка                                       |
| 6               | Гашок Андрій Іванович              | 05.11.2010            | середня | позапартійний          | приватний підприємець «Телеуца Ю. А.», керуючий                                  |
| 7               | Циган Раїса Віталіївна             | 05.11.2010            | середня | позапартійна           | Мардарівська медична амбулаторія, фельдшер-лаборант                              |
| 8               | Вдовиченко Василь Іванович         | 05.11.2010            | вища    | позапартійний          | ТОВ «Чубівське зерно», бригадир                                                  |
| 9               | Швець Юлія Миколаївна              | 05.11.2010            | вища    | член Партії регіонів   | ТОВ «Чубівське зерно», бухгалтер                                                 |
| 10              | Васильєва Алла Миколаївна          | 05.11.2010            | вища    | член Партії регіонів   | Мардарівська загальноосвітня школа І-ІІІ ст., вчитель                            |
| 11              | Стасілевич Галина Миколаївна       | 05.11.2010            | вища    | член Партії регіонів   | Мардарівська загальноосвітня школа І-ІІІ ст., вчитель                            |
| 12              | Тєлєуца Юрій Олександрович         | 05.11.2010            | середня | позапартійний          | приватний підприємець «Телеуца Ю. А.»                                            |
| 13              | Кондратюк Людмила Логінівна        | 05.11.2010            | вища    | позапартійна           | Мардарівський дитячий садок, завідувачка                                         |
| 15              | Солодова Олена Василівна           | 05.11.2010            | вища    | позапартійна           | станція Мардарівка Одеської залізниці, начальник                                 |
| 16              | Дорошенко Вадим Миколайович        | 05.11.2010            | вища    | член Партії регіонів   | ТОВ «Мардарівське хлібоприймальне підприємство», головний інженер                |